# Black Mamba
«Black Mamba» es el sencillo debut del grupo musical femenino surcoreano Aespa. Fue lanzado el 17 de noviembre de 2020 a través de SM Entertainment. Fue escrita y compuesta por Yoo Young-jin, además por Omega, Ella Isaacson, Gabriela Geneva (NIIVA), Jordan Reyes, Shaun Lopez y Scott Chesak. Musicalmente, «Black Mamba» ha sido descrita como una pista de hip hop, dance-pop y electropop, con un sonido característico de sintetizador y un bajo que se combina con un gancho impactante. La letra de la canción describe sobre un ser llamado «Black Mamba» que no solo se interpone con la conexión entre las miembros y sus avatares, sino que también amenaza a su mundo y, como tal, es molestado por las miembros.
El video musical de «Black Mamba» se subió al canal de YouTube de SM Entertainment junto con el lanzamiento del sencillo. El video musical alcanzó la mayor cantidad de visitas para el video debut de un grupo musical de K-pop, con 21.4 millones de visitas en tan solo 24 horas, pasando a Dalla Dalla de Itzy . Comercialmente, el sencillo alcanzó las listas de éxitos musicales en tres países, llegando a debutar en el puesto 118 en Corea del Sur y en el puesto 5 en los Billboard World Digital Songs de los Estados Unidos.

## Antecedentes y lanzamiento
El 26 de octubre de 2020, SM Entertainment anunció que debutaría un nuevo grupo femenino, el primero desde el debut de Red Velvet en 2014 y el primer grupo ídolo general desde el debut de NCT en 2016. Las miembros fueron revelados de manera individual del 27 al 30 de octubre (en orden: Winter, Karina, Ningning y Giselle), así como el nombre del grupo Aespa, que fue creado a partir de la combinación de «ae» que es un acrónimo de «Avatar X Experience» y la palabra «aspecto», que significan ambos lados. El fundador de SM Entertainment, Lee Soo-man, explicó además sobre el concepto del grupo musical en el Foro Mundial de la Industria Cultural de 2020 que se llevó a cabo a través de Internet el 28 de octubre de 2020. Un tráiler con las cuatro miembros ha sido revelado el 2 de noviembre. Ese mismo día, la empresa anunció que Aespa lanzará su sencillo debut, titulado «Black Mamba» el 17 de noviembre. El teaser del video musical se lanzó el 15 de noviembre y la canción se lanzó de manera oficial el 17 de noviembre.

## Composición
«Black Mamba» fue escrita y compuesta por Omega, Ella Isaacson, Gabriela Geneva (NIIVA), Jordan Reyes, Shaun Lopez, Scott Chesak y Yoo Young-jin, con la producción a cargo de Lee Soo-man. La canción ha sido descrita como una pista de hip hop, dance-pop y electropop con un sonido característico de sintetizador y un bajo que se combina con un gancho impactante. La canción tiene una duración de dos minutos y cincuenta y cuatro segundos. Líricamente, la canción trata de un ser llamado «Black Mamba», que no solo se interpone con la conexión entre las miembros y sus avatares, sino que también amenaza a su mundo.  «Black Mamba» es la primera canción que explica la cosmovisión del grupo musical. 

## Rendimiento comercial
La canción debutó en el puesto 117 en el Gaon Digital Chart de Corea del Sur con una clasificación de 4,439,664 durante la semana del 15 al 21 de noviembre de 2020. También debutó en los puestos 36 y 116 en Download Chart y Streaming Chart, respectivamente. Esa misma semana, la canción debutó en el puesto 5 en los US Billboard World Digital Songs, lo que le dio a Aespa su primer éxito entre los cinco primeros en la lista musical. En la lista musical Global 200 de Billboard, la canción «Black Mamba» debutó en el puesto 183 con 18,9 millones de streams y 3.000 descargas vendidas a nivel mundial. En Nueva Zelanda, la canción debutó en el puesto 37 en la lista musical RMNZ Hot Singles.

## Video musical
El video musical de «Black Mamba» fue subido al canal de YouTube de SM Entertainment el 17 de noviembre de 2020, en donde se convirtió en el video debut más visto por un grupo de K-pop con 21.4 millones de visitas en tan solo 24 horas, superando el récord establecido por «Dalla Dalla» de Itzy en el año 2019. Nueve horas después de su lanzamiento, el video musical de «Black Mamba» alcanzó las 10 millones de visitas en YouTube, lo que lo convirtió en el video musical debut en alcanzar las 10 millones de visitas más rápidamente en toda la historia del K-pop. El video musical cuenta con más de 50 millones de visitas a noviembre de 2020. El video de práctica de baile de la canción fue lanzado el 27 de noviembre de 2020.

### Sinopsis
En el video musical de «Black Mamba», las miembros de Aespa se ven en un entorno surrealista y futurista y se encuentran con una enorme serpiente negra. Se pueden ver escenas de coreografías fantásticas e iluminadas con neón que se interponen con momentos que destacan a cada miembro explorando esta nueva realidad y se relacionan con las æ-miembros, y dan a entender a un villano conocido como la serpiente mamba negra. Cada una de las miembros se conecta con su alter ego virtual a través de una misteriosa aplicación para teléfonos móviles llamada «Synk».  Al final del video, sale una figura humanizada y distorsionada con píxeles digitales que fallan.

### Acusaciones de plagio
Antes del lanzamiento de la canción, una serie de fotos teaser y videos que promocionaban al grupo musical atrajeron la atención de los internautas por algunas aparentes similitudes con el trabajo de varios artistas previamente compartidos en las redes sociales. Después del lanzamiento del video musical de «Black Mamba», muchos internautas señalaron que varias de las escenas del video se parecen a las del video musical de la canción «Pop/Stars» del grupo femenino virtual K/DA, que fue lanzado en 2018.

## Presentaciones en vivo
El 19 de noviembre de 2020, Aespa lanzó un video performance titulado "The Debut Stage", donde el grupo interpreta la canción "Black Mamba" en un escenario decorado tanto física como digitalmente. El video cuenta con varios ángulos de cámara, así como varios efectos de imágenes generadas por computadora. El 20 de noviembre de 2020, el grupo hizo su primera presentación interptetando «Black Mamba» en el programa Music Bank. El 22 de noviembre, Aespa interpretó la canción en Inkigayo. El 24 de noviembre, el grupo interpretó la canción en The Show. El 27 de noviembre, Aespa volvió a presentarse con «Black Mamba» en Music Bank.

## Lista de canciones
- Descarga digital, streaming[10]

1. «Black Mamba» - 2:54

## Créditos y personal
Créditos adaptados de Tidal y Melon.
- SM Entertainment Co., Ltd. - productor ejecutivo
- Lee Soo-man - productor
- Aespa - voz
- Yoo Young-jin - escritora, supervisora de música y sonido, ingeniera de grabación, ingeniera de mezclas y corista.
- Omega - escritor
- Ella Isaacson - escritora y corista
- Gabriela Geneva (NIIVA) - escritora y corista
- Jordan Reyes - escritor
- Shaun Lopez - escritor, intérprete de claves y corista
- Scott Chesak - escritor
- Jeon Hoon - ingeniero de masterización
- Kriz - corista

### Ubicaciones
Grabación
- SM BOOMINGSYSTEM

Mezcla
- SM BOOMINGSYSTEM

Masterización
- Sonic Korea

## Reconocimientos

### Posicionamiento en listas
| Listas (2020)                           | Mejor posición |
| --------------------------------------- | -------------- |
| Global 200 (Billboard)                  | 183            |
| New Zealand Hot Singles (RMNZ)          | 37             |
| Singapur (RIAS)                         | 13             |
| Corea del Sur (Gaon)                    | 117            |
| Corea del Sur (K-pop Hot 100)           | 33             |
| US World Digital Song Sales (Billboard) | 5              |

### Premios en programas de música
| Programa       | Fecha               | Ref.   |
| -------------- | ------------------- | ------ |
| Inkigayo (SBS) | 17 de enero de 2021 | [ 43 ] |

## Historial de lanzamientos
| Región | Fecha                   | Formato                     | Discográfica     | Ref.   |
| ------ | ----------------------- | --------------------------- | ---------------- | ------ |
|        | 17 de noviembre de 2020 | Descarga digital, streaming | SM Entertainment | [ 10 ] |